# 増子曻
増子 曻（ますこ のぼる、1935年3月12日 - 2019年9月23日）は、日本の金属工学者。東京大学名誉教授。元資源・素材学会会長、元電気化学協会会長。

## 人物・経歴
神奈川県出身。1957年東京大学工学部冶金学科卒業。東京大学大学院化学系研究科修士課程中退後、東北大学選鉱製錬研究所助手を経て、1963年東京大学工学部講師。1965年東京大学工学部助教授。1978年東京大学生産技術研究所教授。1986年東京大学生産技術研究所長。1993年電気化学協会会長、資源・素材学会会長。1995年東京大学名誉教授、千葉工業大学教授。2019年9月23日、横浜市の自宅で心不全のため死去。

## 受賞
- 日本学術振興会腐食防食論文賞 1971[2]
- 表面技術協会論文賞 1980[2]
- 軽金属学会論文賞 1982,1994[2]
- 伸銅技術協会論文賞 1984[2]
- 腐食防食協会技術賞 1985[2]
- 腐食防食協会論文賞 1992[2]
- 資源・素材学会渡邊賞 1999[2]